# Foedus Cassianum
El foedus Cassianum o tratado de Casio fue un tratado que formó una alianza entre la República romana y la Liga latina en 493 a. C. tras la batalla del Lago Regilo. Este tratado terminó la guerra entre la confederación latina y Roma, colocando a Roma en una posición de poder igual al de todos los miembros de la Liga combinados.

## Antecedentes
En su primer tratado con Cartago, los romanos enumeraron a la campiña circundante a la ciudad como parte de su territorio, declaración que la Liga Latina impugnó denunciando que dicho territorio en realidad les pertenecía a ellos. Se desencadenó una guerra que tuvo como resultado una victoria para los romanos en la batalla del Lago Regilo y la derrota condicional de la confederación poco después. El tratado, el primer foedus nunca antes firmado por Roma, selló la capitulación. Fue concluido en 493 a. C. entre Roma y treinta ciudades latinas como dos poderes independientes. Los foedi tomaron su nombre de Espurio Casio quien fuera cónsul de la República romana al momento de la firma del tratado y quien se presume negoció los términos del acuerdo.

## Términos del tratado
El tratado disponía de varios términos: no solo estipulaba que habría paz entre las dos partes, sino que el tratado mandaba que los ejércitos romano y latino se unirían para proveer defensa mutua a las tribus itálicas. Otro término fue que la Liga Latina y Roma se repartirían todos los botines tomados durante la guerra. Asimismo, las dos partes acordaron establecer colonias conjuntas en territorio capturado para que ambas prosperaran. Finalmente, establecía una comunidad de derechos privados entre los ciudades de Roma y los de cualquier ciudad latina. El tratado, del cual sobrevivió una copia de bronce en el Foro Romano hasta la época de Marco Tulio Cicerón, fue un hito en la historia temprana de Roma. No ha sobrevivido el original, pero una versión es dada por Dionisio de Halicarnaso.

## Efectos
El tratado fortaleció fuertemente a Roma, ya que esencialmente añadió poder militar de los latinos al ejército de la aún endeble República romana. Esta coyuntura permitió a Roma expandirse más allá, conquistando la mayor parte de la península itálica. El tratado fue renovado en 358 a. C.; sin embargo, Roma incumplió el tratado poco después y empezó otra guerra latina. Finalmente, Roma derrotó a los miembros no-romanos de la Liga y el foedus Cassianum siguió invalidado.